# Douce Namwezi N'Ibamba
Douce Namwezi N'Ibamba (Bukavu, 11 de febrero de 1989) es una periodista, productora de radio y emprendedora social de la República Democrática del Congo, que empodera a las mujeres a través de la educación y la formación, haciendo especial hincapié en la igualdad de género y la higiene menstrual.

## Trayectoria
N'Ibamba nació el 11 de febrero de 1989 en Bukavu, en Kivu del Sur, República Democrática del Congo. Sus padres son enfermeros y es una de sus ocho hijos. Cuando tenía ocho años, la familia tuvo que huir de su casa y estuvo refugiada durante un tiempo. Estudió en el colegio de los jesuitas de Alfajiri y posteriormente se licenció en Relaciones Internacionales en la Université officielle de Bukavu (UOB). Desde muy joven, N'Ibamba sabía que quería ser periodista, pero mucha gente le decía que no era un trabajo para mujeres, ya que la discriminación de género está muy extendida en la RDC. Sin embargo, estaba decidida y empezó a producir programas de radio a los 16 años, cuando se unió a la Association des Femmes des Media du Sud Kivu (AFEM) de la República Democrática del Congo. En aquella época, la RDC estaba en guerra y N'Ibamba informaba sobre historias de antiguos niños soldados y violaciones masivas. Tras 10 años en la AFEM, fue ascendida a coordinadora.
En 2016, N'Ibamba cofundó MAMA Radio, una emisora de radio para mujeres centrada exclusivamente en promover la igualdad de género. En 2018 dejó MAMA Radio para fundar la Iniciativa Uwezo Afrika, una organización sin ánimo de lucro centrada en la lucha contra los tabúes en torno a la menstruación mediante la educación y la concienciación en torno a la higiene sexual. Persiguen sus objetivos a través del periodismo, la formación laboral y el emprendimiento social para lograr el empoderamiento de las mujeres. También difunden kits de salud sexual e higiene menstrual entre las mujeres de la RDC, que incluyen compresas menstruales reutilizables y lavables.
Desde 2020, N'Ibamba vive en Bukavu, con su marido y sus dos hijos. Su marido es Placide Nyenyezi Ntole, abogado del Tribunal de Apelación de Bukavu.

## Reconocimientos
En 2012, ONU Mujeres reconoció su labor dentro de las "Nuevas estrategias para empoderar a las mujeres" en el Congreso Mundial de la Asociación Mundial de Mujeres Jóvenes. Unos años más tarde, en 2016, el Centro de Estudios sobre la No Violencia y la Paz de la Universidad de Rhode Island le concedió el Courageous Action Award.
En 2020, N'Ibamba fue incluida en la lista internacional de 100 Mujeres de la BBC.